# Mattinata
Mattinata község (comune) Olaszország Puglia régiójában, Foggia megyében.

## Fekvése
Mattinata a Gargano Nemzeti Park területén fekszik. 

## Története
Az első települést a város területén a rómaiak alapították Matinum néven, az i. e. 1 évszázadban. A várost többszörösen is elpusztították kisebb méretű cunamik. A középkor során Monte Sant'Angelóból érkező, elsősorban pásztorok és földművesek telepedtek meg itt. Önállóságát 1954-ben nyerte el.

## Népessége
A népesség számának alakulása:

## Főbb látnivalói
- Monte Saraceno - egy földrajzi fok, amelyen egy 10. századi szaracén őrtorony romjai láthatók.
- Grotto Campana (azaz Harang-barlang), karsztbarlang.